# Eatyourkimchi

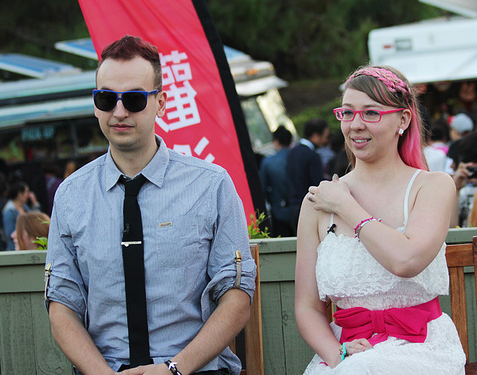
KCON 2012에서의 사이먼과 마티나

Eat Your Kimchi는 마티나 스토스키와 사이먼이 운영하는 K-pop, 한류, 한국 음식 등 한국 문화를 소개하는 비디오 블로그이다. 스토스키 부부는 2008년부터 대한민국에서 약 3년간 영어교사로 활동했고 당시 자신들의 근황을 고국의 친구들에게 알리기 위해 만들었던 유튜브 채널이 성장하면서 2011년 부근부터 전업 유튜브 블로거로 활동 중이다. 해외에도 잘 알려져 있는 K-pop 이외에 홍대앞의 인디, 힙합 뮤지션들의 곡을 소개하거나 드라마, 영화 등 보편적으로 소비되는 한국의 문화산업소재, 거리 음식이나 전통 문화 등을 소개하는 컨텐츠를 주로 게시하고 있다. 전반적으로 보여주고 홍보하기 위한 긍정적인 한국의 이미지도, 외부인의 입장에서 받아들이기 어려운 한국에 대한 지나친 비판도 모두 지양하고 가능한 한국과 관련된 국내외적 이슈와 문화적 트렌드들을 Eat Your Kimchi의 방문자 커뮤니티안에서 활발하게 토론할 수 있는 방향으로 운영하는 편이다.

## 발전상
2011~12년도까지의 컨텐츠가 비교적 개인적인 경험을 기반으로 한국을 해외에 소개한다라는 지향을 갖고, 한국안에서 경험할 수 있는 것들을 다양하게 소개하는 데 집중해온 경향이 있다. 2013~14년 컨텐츠들은 좀 더 편집이 전문적이고 즐길 수 있는 포맷을 추구하고 있는데 일반적으로, 북미 연예 프로그램과 한국 연예프로그램의 중간쯤 되는 포맷을 취하고 있다.

## 콘텐츠 구성
2021년 현재 Eat Your Kimchi는 단순히 마티나, 사이먼 스토스키 부부만의 컨텐츠만으로 구성되어 있진 않다. 메인 사이트의 메인 토픽인 TR:DR, W.T.F(Wonderful Treasure Found) in Korea, 음식 기행에 속하는 FAP FAP, 사이먼앤 마르티나 부부의 개인적인 활동상을 주제로한 보너스 트랙 보너스 트랙등 외에도 크루로 활동하는 미국에서 생활 한 적 있는 수지(Soozee) 와 미국국적인 리(Leigh)의 한국어에 대한 비디오 DICKS등 스토스키 부부 생활속의 이야기들이나 고양이 닥터 미머스월츠 Dr. Meemersworth, 개 스퍼지Spudgy의 이야기가 종종 돌라오는 Open the Happy, 서울 동교동에 위치한 You are here cafe 의 손님들이 남긴 비디오등이 연계 유튜브 채널로 구성되어있다. 자주 게스트들과 협업한 컨텐츠를 선보이고 있으며 주제가 있는 경우 방문객들도 함께 한국과 관련된 토픽을 보다 폭넓게 주고받을 수 있는 커뮤니티와 같은 형태를 취하고 있다. Eat Your Kimchi의 컨텐츠들은 K-pop등 알려진 컨텐츠를 홍보하고 소비하거나 한국을 단순히 홍보하는 것을 넘어서 한국에서 살아가고 있는 소시민으로서 느끼는 한국 사회의 매력과 고난, 삶의 단면을 문화적 맥락을 모르는 사람들도 가볍게 즐기고 공감할 수 있는 형태로 구성해서 전달하는 데에서 독특한 강점이 있다고 할 수 있다.
- Music Monday: Kpop 소식을 다루는 코너.
- Korean Indie Playlist: 힙합 및 한국 인디그룹들의 소식을 다루는 코너
- Live Chat: 구글 행아웃으로 온라인 라이브채팅 레코드가 올라오는 코너.
- D.I.C.K.S: 수지와 리가 진행하는 생활한국어 / 생활영어들을 비교하며 이야기하는 코너.
- W.A.N.K.(Wonderful Adventure Now in Korea): 한국, 혹은 한국에서 출발해서 다른 나라들을 여행한 기록이 올라오는 코너.
- TL;DR: 한국에 대해서, 혹은 한국을 경험한 스토스키 부부의 경험에 대해서 질문을 받고 대답하는 코너.
- Open The Happy: 삶의 소소한 즐거운 사건들의 기록, 고양이 미머와 강아지 스퍼지의 소식이 올라오는 곳
- Special Features: 인터뷰, 이벤트 참가기록, 이벤트 진행기록등, 어느 카테고리에도 들어가지 않는 레코드들이 올라오는 곳.
- WTF (Wonderful treasure find), Korea!: 물품, 음식, 장난감을 막론하고 형언하기 어려운 특징적인 제품을 소개하고 함께 경험해보는 코너.
- Speaker's Corner: You are here cafe 에 설치된 비디오 부스에서 방문객들이 주어진 질문에 남긴 로그들
- F.A.P.F.A.P (Food Adventure Program For Awesome People): 동서양을 막론한 식사 기행, 주로 한국음식이 많이 소개되는 편.

## 총평 및 논란
"한국에 사는 비국적자로서 한국의 문화를 소개하는" 유튜브 채널은 생각보다 많이 존재하지만 Eatyourkimchi와 같이 적극적으로 다루고 있는 채널은 비교적 드문 편으로, 언급할 수 있는 한 다양한 주제를 지나치지 않고 화제로 이끌어내는 주제선정 방식은 이 블로그에서 북미, 한국 어느 쪽 문화에도 존재하지 않는 독자적인 컨텐츠를 생산하는 중심축으로 작용하고 있다.
하지만 때로는 양쪽 문화에서 터부시되는 것들이 충돌하거나 양쪽 사회의 허용범위가 서로 맞지 않을 때는 심히 자극적인 포스팅이 되어 반발을 사는 경우가 나타나기도 한다.
개인적으로 경험한 것에 대해서는 정직한 비판을 하는 것이 가치로 여겨지는 북미식 감수성과 공동체에게 터부시되거나 남을 부끄럽게 하는 것을 입에 담지 않기 위해 잘 돌려말하는 것이 예절과 희화화의 근간인 동양 사회의 전반적인 룰이 상충해서 나타나는 이런 현상은 특히 사회적인 문제를 직접 다룰 때 많이 나타난다.
특히 국가 비교 등 다소 자극적인 주제가 화두로 올랐을 때는 반응이 격해져서 한국과 일본을 비교하는 등 너무 예민한 주제의 경우 일부 네티즌들의 반발을 사 자진 삭제를 한 경우가 있었다.
이들을 옹호하는 일부의 사람들은 외국인의 객관적인 시각이라고 하지만, '한국 가정에는 욕조가 없고 배수에 문제가 있는데 일본의 가정에는 욕조가 전부 있고 배수에도 아무런 문제가 없다'는 등 얼마든지 쉽게 확인할 수 있는 사실들을 왜곡하여 전달하면서 타 외국인들을 상대로 한국에 대한 악의적인 비난을 하는 게 아닌가 싶은 의구심을 불러일으킬 만한 모습도 보여왔다고 할 수 있다. 특히 가장 많은 비판을 받았던 계기는 위에서 언급한 욕조 얘기를 하며 한국을 비하하던 당시, 그 전에 찍었던 본인들의 영상(한국 거주 당시)의 한국 거주지에 엄연히 욕조가 있었다는 점이다. 그를 근거로 네티즌들의 많은 반박이 있자 증거를 감추기 위해서 였는지 해당 영상을 내리기도 하였다.
더군다나 그와 같은 발언을 한 것이 Eatyourkimchi 유튜브 채널이 아니라 일본에 거주하는 외국인의 유튜브 채널에 게스트 형식으로 출연하여 객관적 사실에 입각했다고 보기도 어려운 얘기들을 일본에 대해 찬양만 하는 일본 거주 외국인 유튜버와 대화를 주고 받는 형식을 취하였기 때문에 더 논란이 된 측면도 있다고 할 수 있다.
이런 현상은 커뮤니티 내부의 포스팅은 한국인과 한국인 외의 그룹 양쪽으로부터 찬반의 여론이 오가고 있어서 EYK에게 자중을 요구하거나 자신의 채널에  EYK에 대한 자신의 진실된 생각 등과 같은 비디오를 기재하는 일도 일어나기도 했다.
2016년부로 한국을 떠나 그리 찬양하던 일본으로 거주지를 옮겨 'eat your sushi'라는 eatyourkimchi의 카피판을 유튜브에 올리고 있다.